# 科技导报
《科技导报》（ISSN：1000-7858；CN：11-1421/N）是中国科学技术协会的学术会刊，由科技导报社出版，从2007年起半月发行一期。以发表科技学术论文为主，也刊登阶段性科研成果报告，同时报道国内外的科技新闻。为中国科技核心期刊之一。
《科技导报》以稿件处理速度快而闻名。